# Attentat de 1979 à Bruxelles
L'attentat de 1979 à Bruxelles est une attaque menée le 28 août 1979 par des volontaires (en) appartenant à l'Armée républicaine irlandaise provisoire (IRA) contre un orchestre de l'armée britannique sur la Grand-Place, la place centrale de Bruxelles, en Belgique. Sept musiciens et onze civils ont été blessés lors de l'attentat, qui a causé des dommages importants.

## Contexte
L'attentat faisait partie de la campagne continentale européenne de l'IRA contre des cibles britanniques dans sa lutte pour forcer les britanniques à quitter l'Irlande du Nord, dans un conflit armé prolongé connu sous le nom de Troubles. L'attaque de Bruxelles était l'une des nombreuses de l'IRA sur le continent à l'époque. Plus tôt cette année-là, Richard Sykes, ambassadeur britannique aux Pays-Bas, a été assassiné à Amsterdam. Une explosion à Bruxelles le 25 juin, manquant de peu l'américain Alexander Haig, était destinée à un général britannique. Un attentat à la bombe à Anvers, en Belgique, visait le bâtiment du consulat britannique le 6 juillet 1979.
Dans les deux jours précédant l'attentat du 28 août, 18 soldats britanniques avaient été tués en Irlande du Nord lors de l'embuscade de Warrenpoint (en), et lord Mountbatten avait été assassiné en république d'Irlande, les deux attaques ayant été menées par l'IRA.

## Attentat et conséquences
Le groupe (en), du Duke of Edinburgh's Royal Regiment (en) basé à Osnabrück, en Allemagne de l'Ouest, était sur le point de donner un concert alors que la bombe était posée sous la scène en plein air. Seuls quelques-uns des 30 membres du groupe étaient déjà arrivés, les autres ayant eu la chance d'être coincés dans les embouteillages de la ville. De plus, les blessures ont été réduites et les décès évités puisque les membres du groupe s'habillaient loin de la scène au moment de l'explosion.
Le bombardement s'est produit alors que la ville fêtait son millénaire,.
L'IRA a revendiqué la responsabilité dans un appel téléphonique à la mairie, selon le maire Pierre Van Halteren. Selon les renseignements ouest-allemands, l'IRA a peut-être planifié l'attaque en coordination avec l'Organisation de libération de la Palestine (OLP).